# Khaïredin
Khaïredin (bulgare : Хайредин) est une obchtina de l'oblast de Vratsa en Bulgarie.